# Flughafen Uljanowsk-Wostotschny

i7
i11
i13
Der Flughafen Uljanowsk-Wostotschny (russisch Аэропорт Ульяновск-Восточный) ist einer von zwei Flughäfen der Stadt Uljanowsk in Russland.
Er entstand 1983 als Werksflughafen der örtlichen Flugzeugbaufabrik UAPK und verfügt mit 5000 Metern über eine der längsten Start- und Landebahnen der Welt. Am 30. Oktober 1985 startete von diesem Flughafen die erste hier gebaute Antonow An-124 zu ihrem Erstflug. Heute wird der Flughafen hauptsächlich von Frachtflugzeugen angeflogen, während Passagierflugzeuge den deutlich näheren Flughafen Uljanowsk-Baratajewka bedienen. Der Flughafen ist Sitz der auf besonders große und schwere Luftfracht spezialisierten Volga-Dnepr Airlines.
Zwischen 2012 und 2015 wurde der Flughafen von der russischen Regierung der NATO angeboten, um Güter aus Afghanistan abzuziehen. Allerdings wurde die Option nicht oft genutzt, weil man Spionage fürchtete und weil die Route teurer sei als Alternativrouten.